# Persoonia cornifolia
Persoonia cornifolia är en tvåhjärtbladig växtart som beskrevs av Allan Cunningham och Robert Brown. Persoonia cornifolia ingår i släktet Persoonia och familjen Proteaceae. Inga underarter finns listade i Catalogue of Life.